# Tago
Tago era  o nome de um rei ibero que foi cruelmente assassinado por Asdrúbal, segundo Sílio Itálico Tago era um rei de grande beleza e coragem. Foi morto e pregado a uma cruz para que o seu povo o pudesse ver.
"A Tago de antiga estirpe, de grande beleza
E famoso por corajosos feitos, pregou-o ele em alto poste,
E, esquecido dos deuses e dos homens, em triunfo passeou
Pelos povos contristados o corpo de seu rei em exéquias
A Tago que recebera o nome de aurífera fonte.
Ululando o choram pelas margens e cavernas as ninfas ibéricas.
 Não quererá ele jamais para si as águas da Meónia,
 nem os pantanos da Lídia ou a planície que pelo ouro fluido é banhado
 e que enlouquece pelas areias do Hermo para ali trazidas.
 Ele era o primeiro a atacar e o último a deixar o combate,
 quando do alto da cela largava as rédeas ao veloz corcel." 
Segundo uma outra versão da lenda Tago (Monarquia Lusitana) teria sido o quinto Rei da Hispania, e deu o nome ao rio Tejo.